# Alfred Józef Potocki
Alfred Józef Potocki, född 29 juli 1817 eller 1822 i Łańcut, Galizien, död 18 maj 1889 i Paris, var en polsk greve (av ätten Potocki) och österrikisk politiker. 
Potocki var jordbruksminister 1867–70, ministerpresident april 1870 till februari 1871 och ståthållare i Galizien 1875–83.